# Jorge Ortiz
Jorge Alberto Ortiz (Castelar, 20 giugno 1984) è un ex calciatore argentino, di ruolo centrocampista.

## Caratteristiche tecniche
Gioca come centrocampista centrale.

## Palmarès

### Club

#### Competizioni nazionali
- Campionato svedese: 1

AIK: 2009
- Coppa di Svezia: 1

AIK: 2009
- Supercoppa di Svezia: 1

AIK: 2010
- Campionato argentino: 1

Arsenal: 2012 (C)
- Supercopa Argentina: 1

Arsenal: 2012
- Copa de la Superliga: 1

Tigre: 2019

#### Competizioni internazionali
- Coppa Sudamericana: 1

Lanús: 2013